# Rossillon
Rossillon ist eine französische Gemeinde im Département Ain in der Region Auvergne-Rhône-Alpes. Sie gehört zum Kanton Belley im Arrondissement Belley.

## Lage
Die Gemeinde Rossillon liegt am Fluss Furans in der Gebirgslandschaft Bugey, 13 Kilometer nordwestlich von Belley. Sie grenzt im Norden an Armix, im Osten an Virieu-le-Grand, im Süden an Cheignieu-la-Balme und im Westen an La Burbanche.

## Bevölkerungsentwicklung
| Jahr                       | 1962 | 1968 | 1975 | 1982 | 1990 | 1999 | 2011 | 2021 |
| -------------------------- | ---- | ---- | ---- | ---- | ---- | ---- | ---- | ---- |
| Einwohner                  | 136  | 130  | 99   | 96   | 103  | 147  | 150  | 160  |
| Quellen: Cassini und INSEE |      |      |      |      |      |      |      |      |

## Sehenswürdigkeiten
- Schloss Rossillon, Monument historique
- Kirche Saint-Pierre, Monument historique
- Kapelle Sainte-Catherine-et-Saint-Nicolas im Ortsteil Égieu
- Wasserfall am Ruisseau de Pointay

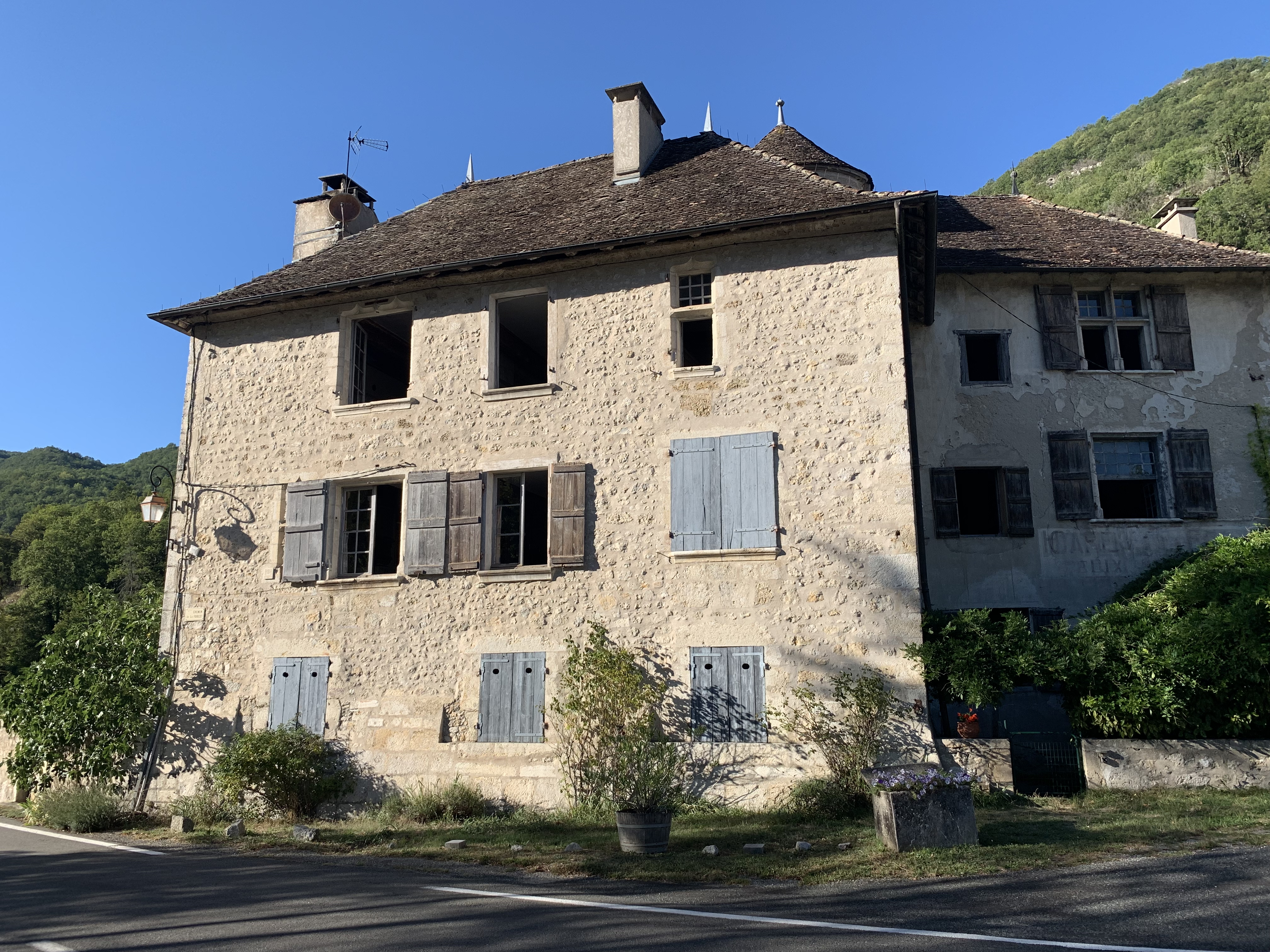
Schloss Rossillon
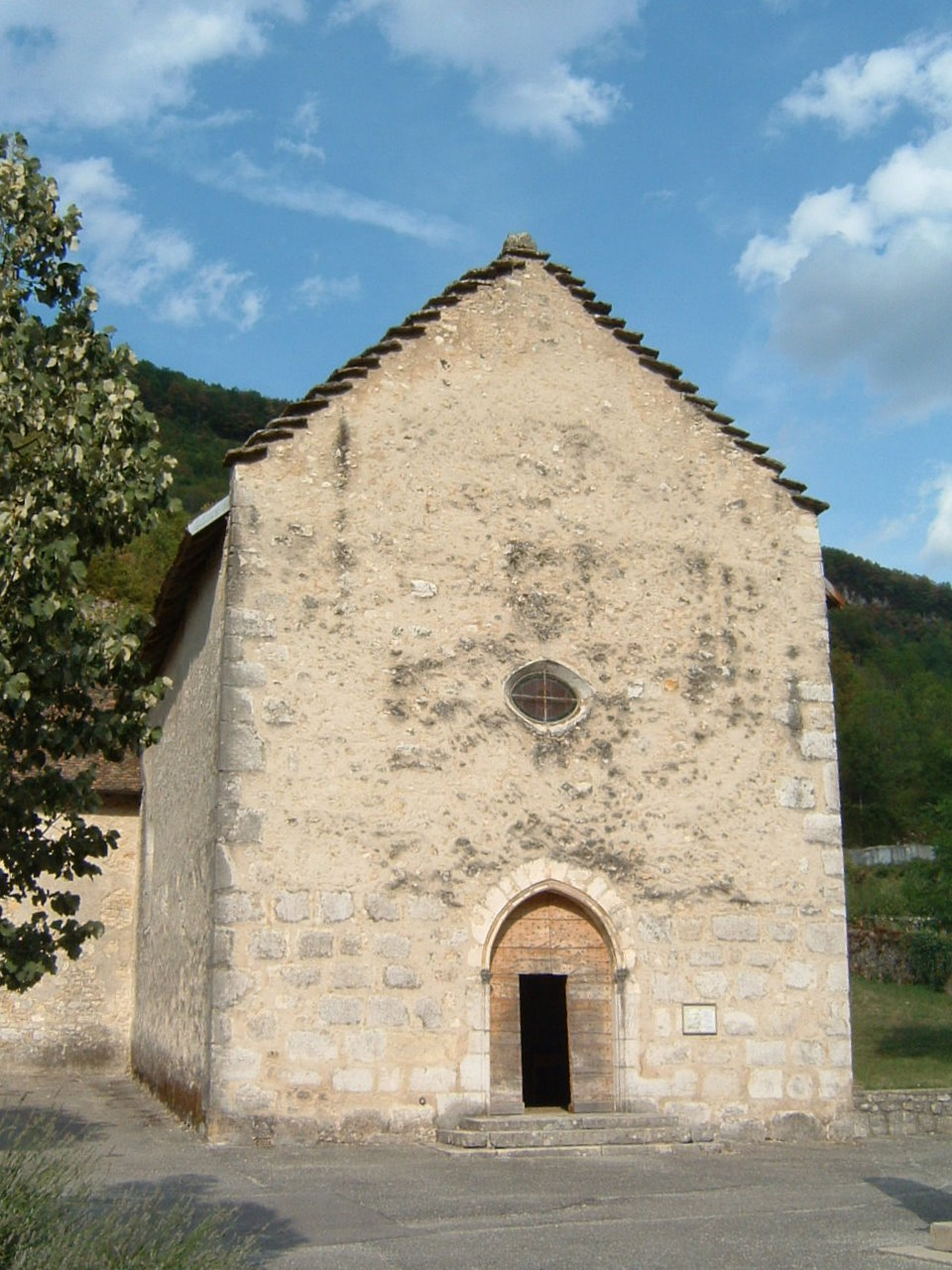
Kirche Saint-Pierre
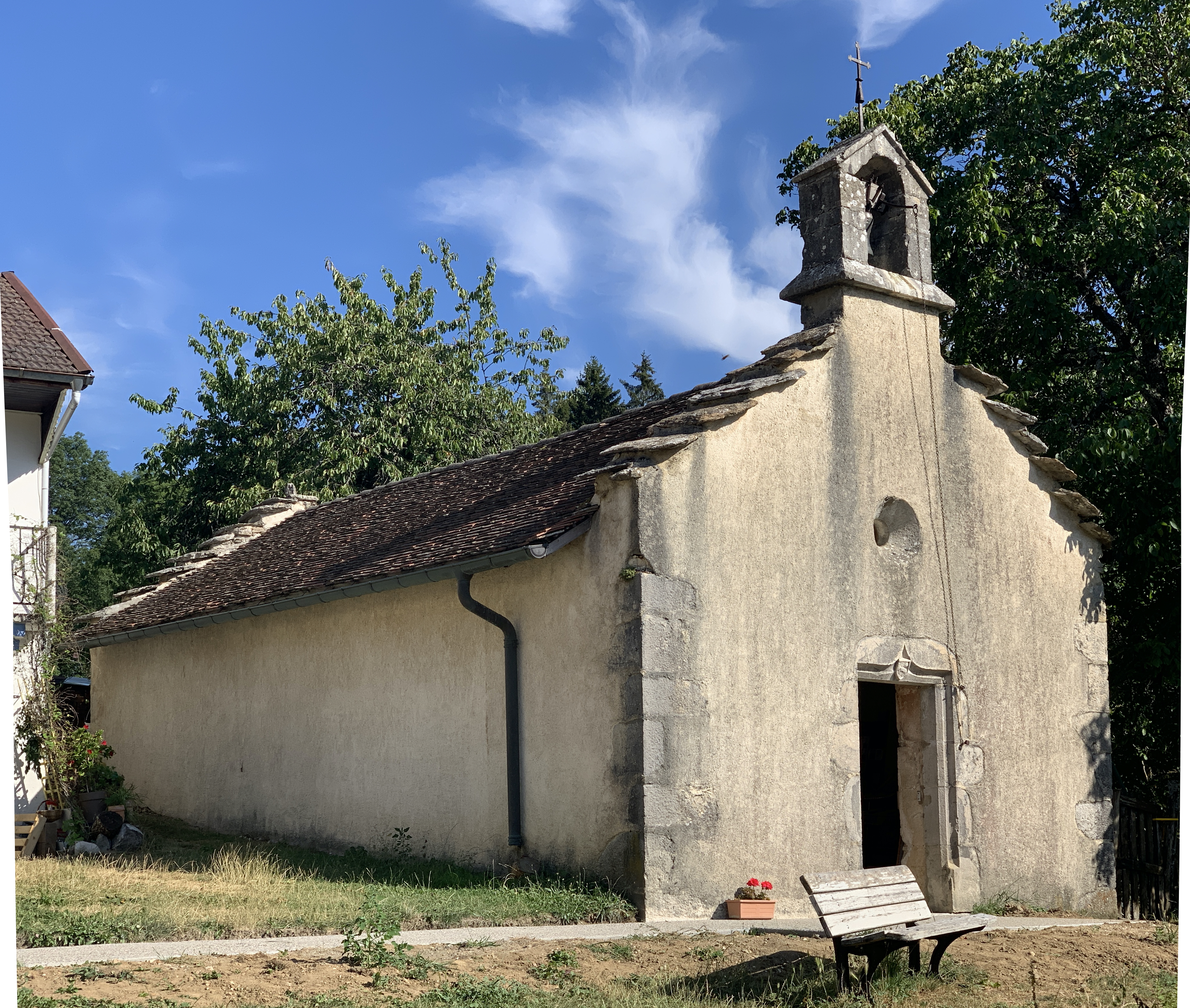
Kapelle Sainte-Catherine-et-Saint-Nicolas
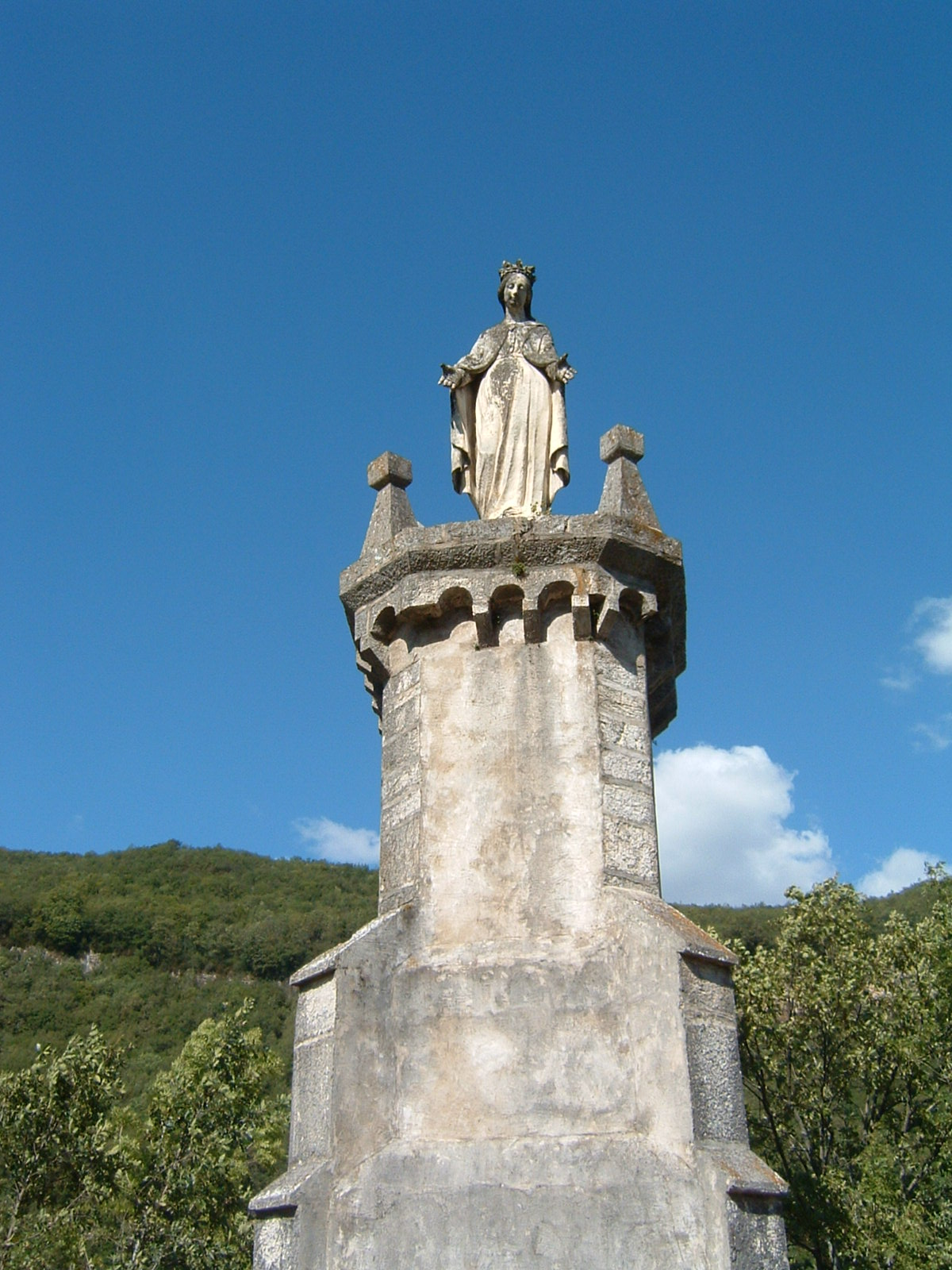
Marienstatue
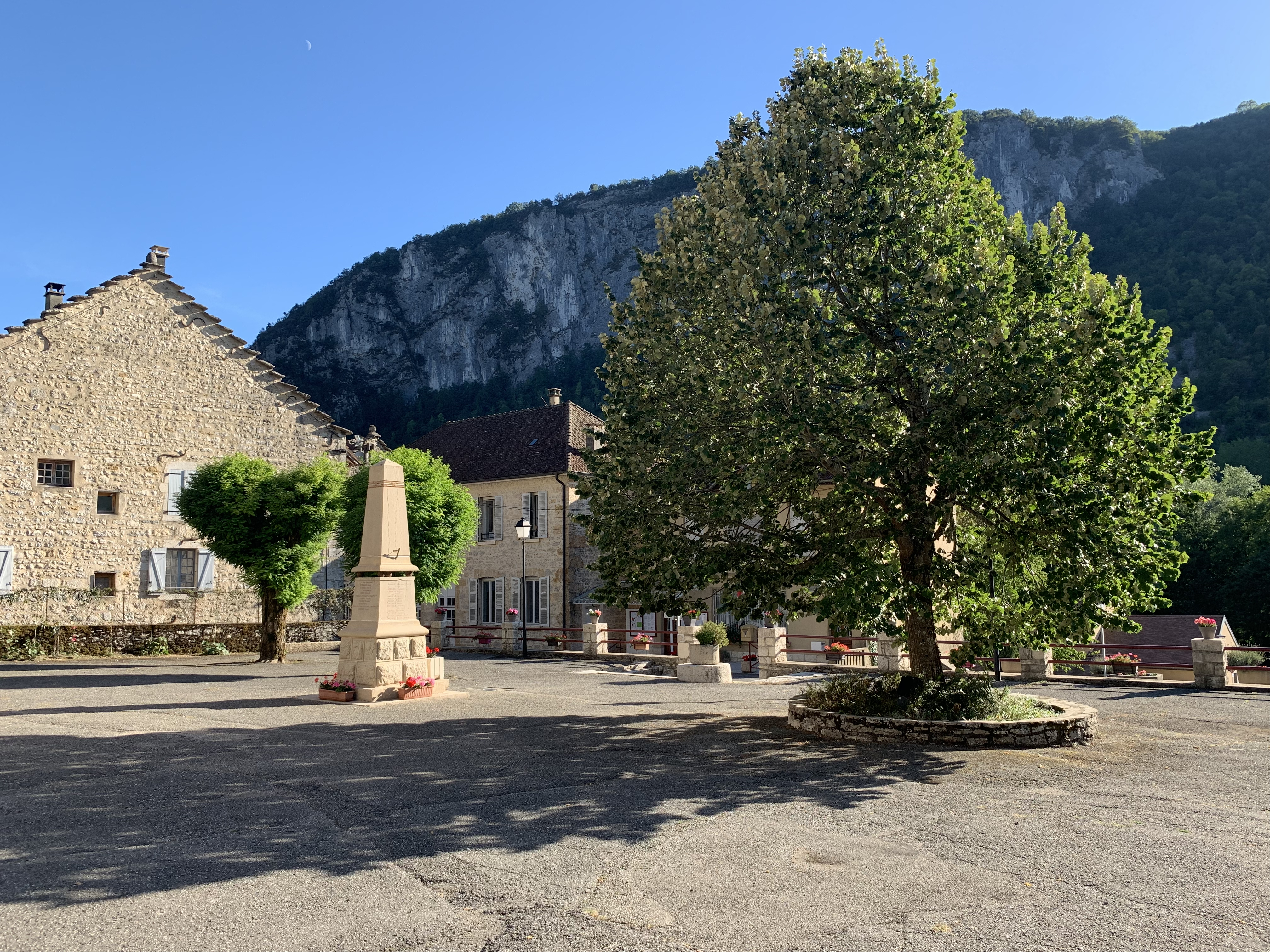
Gefallenendenkmal
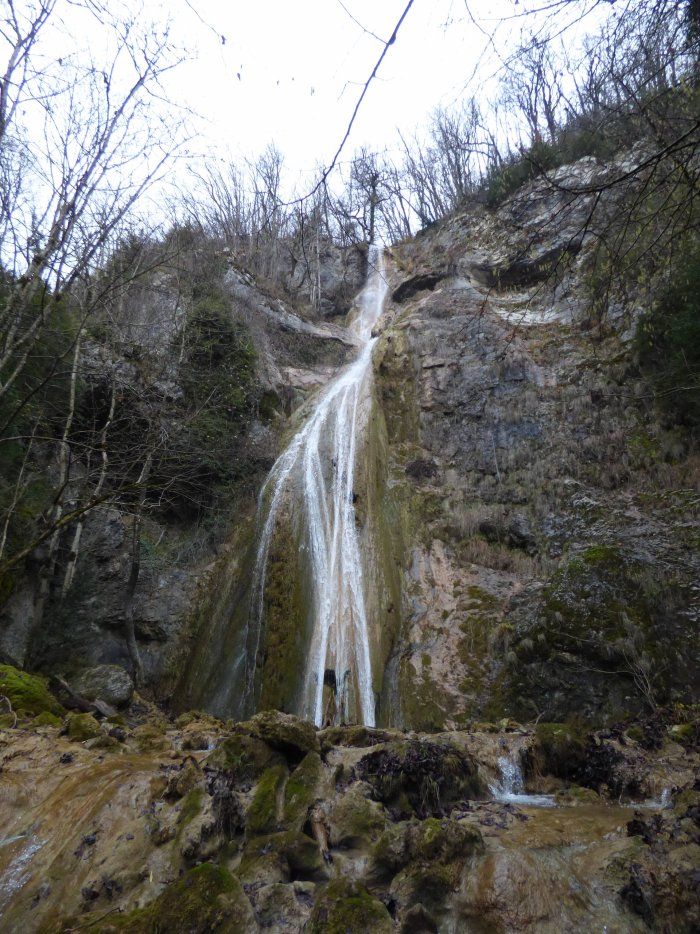
Wasserfall